# Glauconycteris variegata
Glauconycteris variegata es una especie de murciélago de la familia Vespertilionidae.

## Distribución geográfica
Se encuentra en África subsahariana